# Krempziegel
Der Krempziegel (Kremper) ist ein Tonziegel mit linksseitiger, konisch zulaufender Krempe, die bei der Deckung über den hochstehenden Rand des Nachbarziegels greift; als Flachkremper auch bei geringen Dachneigungen einsetzbar.

## Nutzung

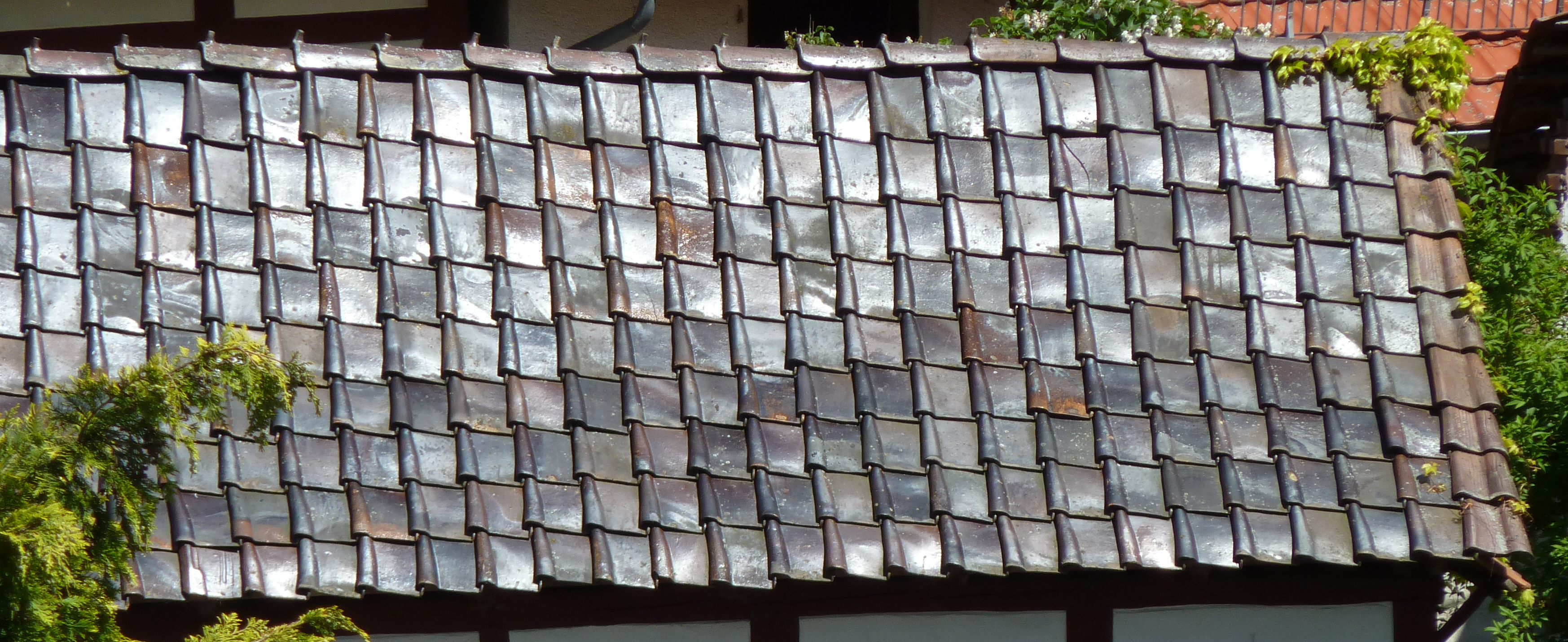
Dach mit Krempziegel-Deckung

Das Deckbild der Krempziegeldeckung ist geprägt durch die nicht rechtwinklige Lage des einzelnen Dachziegels zur Traglattung. Nach Anordnung der Krempe werden Krempziegel meistens in Linksdeckung eingedeckt, es gibt aber auch Krempziegel für Rechtsdeckung. Dachdeckungen und Wandbekleidungen mit Krempziegeln findet man vor allem im südlichen Niedersachsen, in Sachsen-Anhalt und in Thüringen.
Die Höhenüberdeckung beträgt mindestens 8 cm. Der Traglattenabstand ergibt sich aus der Krempziegellänge.